# Porté-Puymorens
Porté-Puymorens (in catalano Portè) è un comune francese di 139 abitanti situato nel dipartimento dei Pirenei Orientali nella regione dell'Occitania.

## Geografia fisica

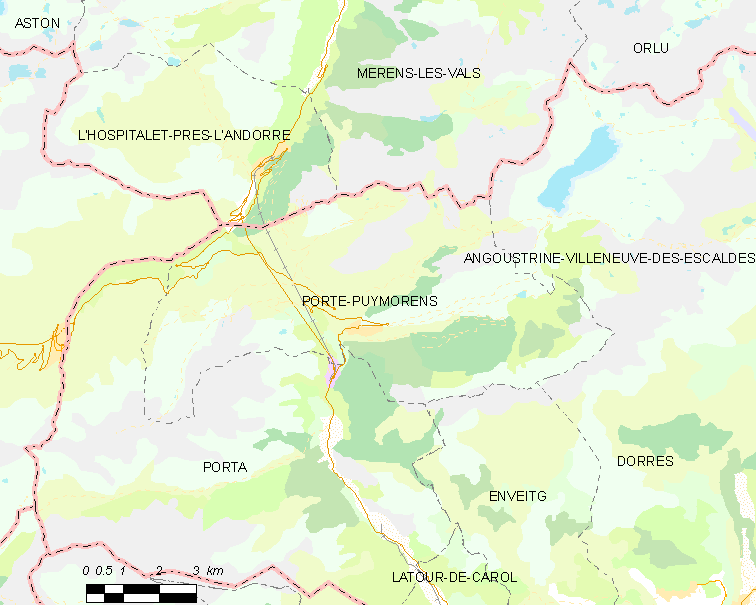
Situazione di Porté-Puymorens

Fa parte della regione storica nota come Cerdagna.

## Società

### Evoluzione demografica
Abitanti censiti